# Mode de jeu
Cet article concerne les jeux vidéo. Pour la musique, voir Mode de jeu (musique).
Dans les jeux vidéo, les modes de jeu sont les différentes manières parmi lesquelles l'utilisateur peut choisir de jouer. Selon le contexte, il peut désigner le nombre de joueurs simultanés ou bien le type de gameplay recherché (quand le jeu propose le choix).

## Mode de jeu selon le nombre de participants

### Un joueur
Un mode dit un joueur ou solo ne fait intervenir qu'un seul joueur durant la partie, celui-ci joue généralement contre lui-même ou contre l'intelligence artificielle gérée par le jeu.

### Deux joueurs
Un mode dit deux joueurs propose à deux intervenants d'agir durant la partie. Les deux participants peuvent soit jouer en mode coopératif soit en duel, en écran divisé (appelé aussi, venant de l'anglais, écran splitté) ou en réseau.

### Multijoueur
Le mode dit multijoueur fait intervenir plusieurs participants, soit en même temps ou chacun son tour.

### Jeu en équipe
Le jeu en équipe (team-play en anglais) est un mode de jeu dans lequel les joueurs sont regroupés en équipes (généralement deux) qui s'affrontent les unes aux autres. Ce genre de jeu nécessite une connexion en réseau entre les joueurs. Voir aussi l'article Team Deathmatch.

### Massivement multijoueur
Un jeu massivement multijoueur est un jeu où l'on peut généralement entrer en contact direct avec les autres joueurs et où l'on a besoin des autres joueurs (commerce, factions, etc.). Sans contact direct ou indirect avec les autres joueurs, il est extrêmement difficile de faire prospérer un personnage. Un exemple de jeu typique massivement multijoueur sont les MMORPG, tels Everquest ou World of Warcraft.

### Campagne
Une campagne est une suite de missions qui suivent une trame scénaristique. Le mode campagne est généralement en mode solo et parfois disponible en multijoueur en mode coopératif.

### Escarmouche
Le mode escarmouche (skirmish en anglais) permet au joueur de simuler une partie multijoueur en affrontant l'ordinateur, lequel contrôle un ou plusieurs « joueurs ». Ce mode de jeu est particulièrement présent dans les jeux de stratégie en temps réel (STR, RTS en anglais).

## Mode de jeu selon la nature dugameplay

### Arcade
Un mode de jeu dit arcade privilégie la détente et le plaisir.

### Simulation
Un mode de jeu dit simulation privilégie le réalisme et l'immersion dans l'univers.